# NGC 5417
NGC 5417 este o liner situată în constelația Boarul. A fost descoperită în 23 ianuarie 1784 de către William Herschel. Se află la o distanță de 97,27 de megaparseci de Pământ.